# Klaus Bargsten
Klaus Bargsten (31 de outubro de 1911 - 13 de agosto de 2000) foi comandante de U-Boots na Kriegsmarine durante a Segunda Guerra Mundial.
Entrou para a marinha alemã no mês de abril de 1936, entrando para a forças de U-Boots no mês de abril de 1939. Serviu por um curto tempo no U-6 e em seguida foi enviado para o U-99, onde participou de todas as suas patrulhas de sucesso, exceto a última patrulha em que o U-99 esteve sob comando do Kptlt. Otto Kretschmer, deixando o U-Boot no mês de janeiro de 1941.
No mês de março de 1941 ele comissionou o U-563, afundado já na sua segunda patrulha com este o destroyer britânico HMS Cossack (1,960 toneladas). Deixou o U-Boot após a sua terceira patrulha e após comissionou o U-521, com o qual ele afundou outras 4 embarcações aliadas, incluindo o navio de guerra britânico HMS Bredon.
O U-521 foi afundado por cargas de profundidade no dia 2 de junho de 1943 pelo PC 565, sendo Bargsten o único sobrevivente de sua tripulação, sendo capturado e permaneceu em cativeiro aliado até o final da guerra.

## Carreira

### Patentes
| 3 Abr 1936 | Offiziersanwärter    |
| 1 Jul 1936 | Fähnrich zur See     |
| 1 Jan 1938 | Oberfähnrich zur See |
| 1 Abr 1938 | Leutnant zur See     |
| 1 Out 1939 | Oberleutnant zur See |
| 1 Ago 1942 | Kapitänleutnant      |

### Condecorações
| 23 Jul 1940 | Cruz de Ferro 2ª Classe            |
| 10 Ago 1940 | Badge de Guerra dos U-Boot         |
| 25 Set 1940 | Cruz de Ferro 1ª Classe            |
| 30 Abr 1943 | Cruz de Cavaleiro da Cruz de Ferro |

### Patrulhas
|       | U-Boot | Partida          | Partida      | Chegada           | Chegada      | Dias     | Toneladas |
| ----- | ------ | ---------------- | ------------ | ----------------- | ------------ | -------- | --------- |
| 1     | U-563  | 10 julho 1941    | Kiel         | 10 julho 1941     | Helsingor    | 1 dia    |           |
| 2     | U-563  | 27 julho 1941    | Helsingor    | 28 julho 1941     | Bergen       | 2 dias   |           |
| 3     | U-563  | 31 julho 1941    | Bergen       | 10 setembro 1941  | Brest        | 42 dias  |           |
| 4     | U-563  | 4 outubro 1941   | Brest        | 1 novembro 1941   | Brest        | 29 dias  | 1 870     |
| 5     | U-563  | 29 novembro 1941 | Brest        | 3 dezembro 1941   | Lorient      | 5 dias   |           |
| 6     | U-563  | 21 janeiro 1942  | Lorient      | 3 fevereiro 1942  | Bergen       | 14 dias  |           |
| 7     | U-563  | 7 fevereiro 1942 | Bergen       | 11 fevereiro 1942 | Hamburgo     | 5 dias   |           |
| 8     | U-521  | 3 outubro 1942   | Kiel         | 4 outubro 1942    | Kristiansand | 2 dias   |           |
| 9     | U-521  | 6 outubro 1942   | Kristiansand | 8 dezembro 1942   | Lorient      | 64 dias  | 12 351    |
| 10    | U-521  | 7 janeiro 1943   | Lorient      | 26 março 1943     | Lorient      | 79 dias  | 7 950     |
| 11    | U-521  | 5 maio 1943      | Lorient      | 2 junho 1943      | afundado     | 29 dias  |           |
| Total | Total  | Total            | Total        | Total             | Total        | 262 dias | 22 171    |

### Sucessos
- 3 navios afundados num total de 19 551 GRT
- 1 navio de guerra auxiliar afundado num total de 750 GRT
- 1 navio de guerra afundado num total de 1 870 toneladas

| Data             | U-Boot | Nome da Embarcação | Toneladas | Nacionalidade   |
| ---------------- | ------ | ------------------ | --------- | --------------- |
| 24 outubro 1941  | U-563  | HMS Cossack (G 03) | 1 870     | britânico       |
| 2 novembro 1942  | U-521  | Hartington         | 5 496     | britânico       |
| 3 novembro 1942  | U-521  | Hahira             | 6 855     | norte-americano |
| 8 fevereiro 1943 | U-521  | HMS Bredon (T 223) | 750       | britânico       |
| 18 março 1943    | U-521  | Molly Pitcher      | 7 200     | norte-americano |
| Total            | Total  | Total              | 22 171    |                 |